# Vasilij Vasiljevič Orlov-Denisov
Vasilij Vasiljevič Orlov-Denisov (rusko Василий Васильевич Орлов-Денисов), ruski general, * 1775, † 1843.
Bil je eden izmed pomembnejših generalov, ki so se borili med Napoleonovo invazijo na Rusijo; posledično je bil njegov portret dodan v Vojaško galerijo Zimskega dvorca.

## Življenje
Njegov oče, Vasilij Petrovič Orlov, je bil ataman donskih Kozakov. 
Zahvaljujoč zaslugam svojega starega očeta grofa Denisovega je 26. aprila 1801 prejel dovoljenje, da doda častni priimek; tako se je preimenoval v Orlov-Denisov.
4. januarja 1789 je pričel z vojaško kariero pri kozakih; že 4. oktobra istega leta je prejel čin sotnika. 3. julija 1799 je bil povišan v polkovnika. 
Leta 1807 je sodeloval v svoji prvi bitki in sicer proti Francozom. 12. decembra istega leta je bil povišan v generalmajorja in naslednje leto je postal poveljnik kozaškega polka, s katerim se je udeležil rusko-švedske vojne 1808-09. 
31. januarja 1811 je bil povišan v generaladjutanta. Med patriotsko vojno leta 1812 se je izkazal, tako da je bil 15. septembra 1813 povišan v generalporočnika. 
Leta 1824 je bil imenovan za poveljnika 5. rezervnega konjeniškega korpusa; 22. avgusta 1826 je bil povišan v generala konjenice. Leta 1827 je zapustil vojaško službo, a je ob pričetku vojne s Turčijo ponovno se aktiviral ter bil dodeljen generalštabu carja. 